# James Bogardus
James Bogardus (14 de marzo de 1800-13 de abril de 1874) fue un inventor y arquitecto estadounidense, el pionero de la arquitectura estadounidense de hierro fundido, para la que obtuvo una patente en 1850.

## Primeros años de vida
Bogardus nació en el pueblo de Catskill en Nueva York el 14 de marzo de 1800. Era descendiente de Everardus Bogardus (m. 1647), el segundo clérigo de Nueva Holanda.
A la edad de catorce años, Bogardus dejó la escuela para comenzar un aprendizaje en un relojero.

## Carrera profesional
En 1828, Bogardus inventó una máquina para hilar algodón llamada volante de anillos. En 1831, inventó una máquina de grabado mecanizada que se empleaba para grabar troqueles para billetes de banco. También inventó el molino excéntrico en 1832, que todavía se usa en principio para el acabado fino de rodamientos de bolas y, con excentricidad variable, para el pulido de lentes.
Bogardus adjuntó placas a su obra de hierro fundido que decían: "James Bogardus Originador y titular de la patente de Iron Buildings Pat' 7 de mayo de 1850". Demostró el uso de hierro fundido en la construcción de fachadas de edificios, especialmente en la ciudad de Nueva York durante las próximas dos décadas. Tenía su base en Nueva York, pero también trabajó en Washington D. C., donde tres estructuras de hierro fundido erigidas por Bogardus en 1851 fueron las primeras construcciones de este tipo en la capital. El éxito de los exteriores de hierro fundido de 1850 a 1880 condujo a la adopción de estructuras de acero para edificios completos.

## Vida personal

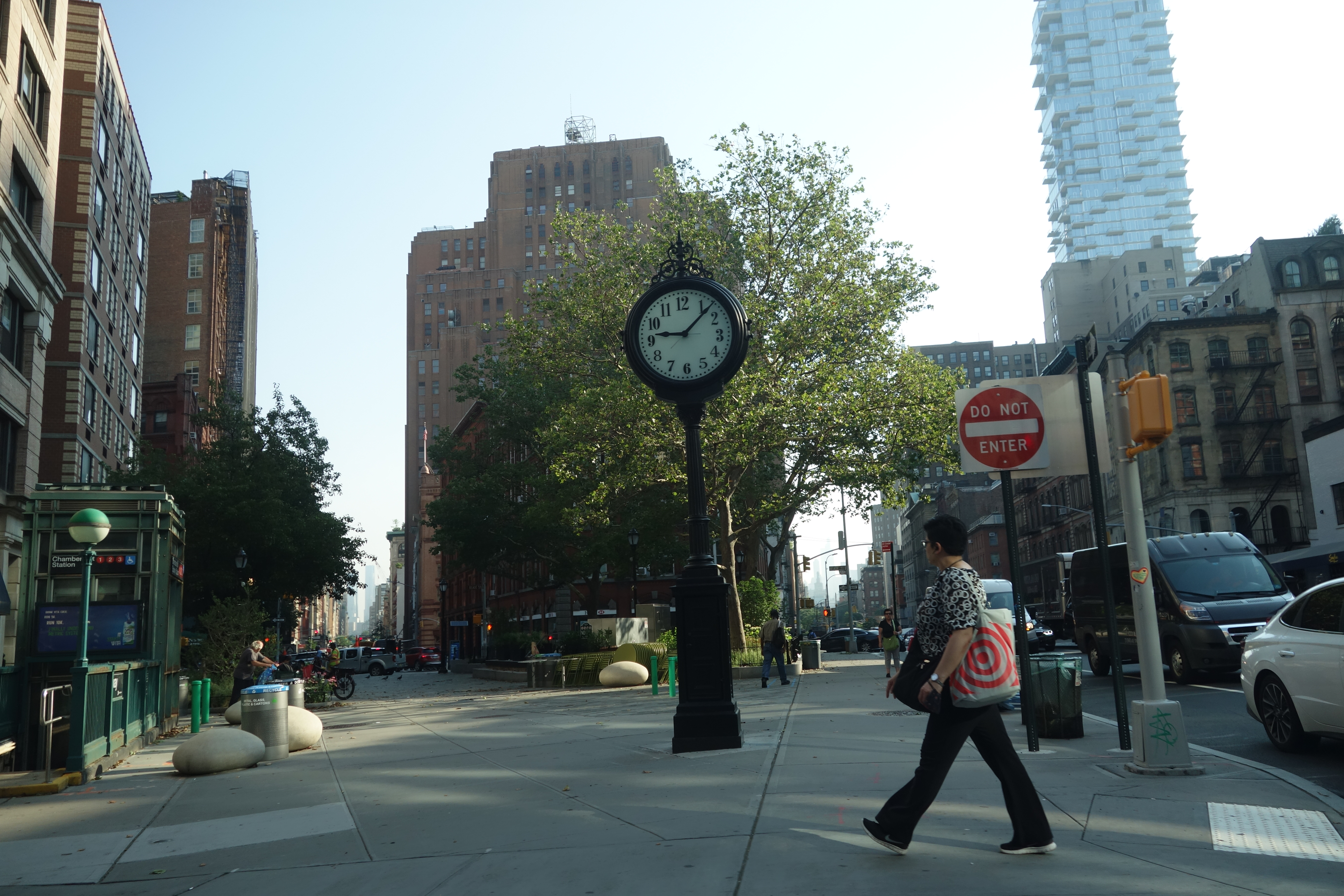
Bogardus Plaza en Tribeca en 2021.

Se casó con Margaret MacClay (1803–1878), hija de la hija de Archibald Maclay, en 1831. Margaret trabajó como artista y dos miniaturas de retratos suyos se encuentran en la colección del Museo Metropolitano de Arte.
Bogardus murió en la ciudad de Nueva York a los 74 años. Bogardus está enterrado en elcementerio de Green-Wood en Brooklyn.

### Legado
Un pequeño parque en Tribeca, donde se cruzan las calles Chambers, Hudson y West Broadway, se llama James Bogardus Triangle.

## Edificios de Bogardus
- 63 Nassau Street
- 254-260 Canal Street
- 75 Murray Street
- 85 Leonard Street
- Iron Clad Building (92 Main St, Cooperstown)

## Otras lecturas
- Margot Gayle y Carol Gayle. Arquitectura de hierro fundido en Estados Unidos: la importancia de James Bogardus (Nueva York: Norton) 1998.